# Choptank-folket
Choptank-folket var en Algonquian-talande amerikansk urfolkstam och som levde i östra delen av Maryland på Delmarvahalvön. Folket hade sin egen kultur men de var kulturellt och språkligt besläktade med
Nanticoke-stammen, som höll till söder om Choptank-folket. Choptank hade goda relationer med de engelska kolonisterna och blev så småningom genom giftermål assimilerade med mainstream-samhället. Likt många andra urfolkstammar är Choptank-folket som folk betraktat numera utdött, men efterlevande finns.

## Övrigt
Den amerikanska marinens tugboat Choptank, som var i drift 1918 till 1946, var uppkallad efter Choptank-folket.